# Laxenecera auripes
Laxenecera auripes là một loài ruồi trong họ Asilidae. Laxenecera auripes được Hermann miêu tả năm 1919. Loài này phân bố ở vùng nhiệt đới châu Phi.